# 高橋雅之
高橋 雅之（たかはし まさゆき、1962年10月23日 - 2002年12月27日）は香川県出身の男性セーリング選手。1988年ソウルオリンピックセーリング男子470級日本代表。
2002年に40歳の若さで永眠。

## 来歴
香川県大川郡引田町出身。横浜国立大学工学部船舶海洋学科に入学。同時に同大学体育会ヨット部に入部。大学時代はスナイプ級の選手だったが、社会人になってから470クルーに転向。関東自動車工業株式会社ヨット部で中村健次氏とコンビを組み、ソウルオリンピック12位、世界選手権3位を2回、全日本優勝2回など数々の国内外大会で活躍した。
その後1993年より7年間、横浜国立大学体育会ヨット部の監督を務める。
高橋を偲んで2003年から毎年関東470選手権の1レース目は高橋雅之メモリアルレースとして行われており、1位チームのクルーはベストクルー賞として表彰される。